# Jakob Friedrich Rösch

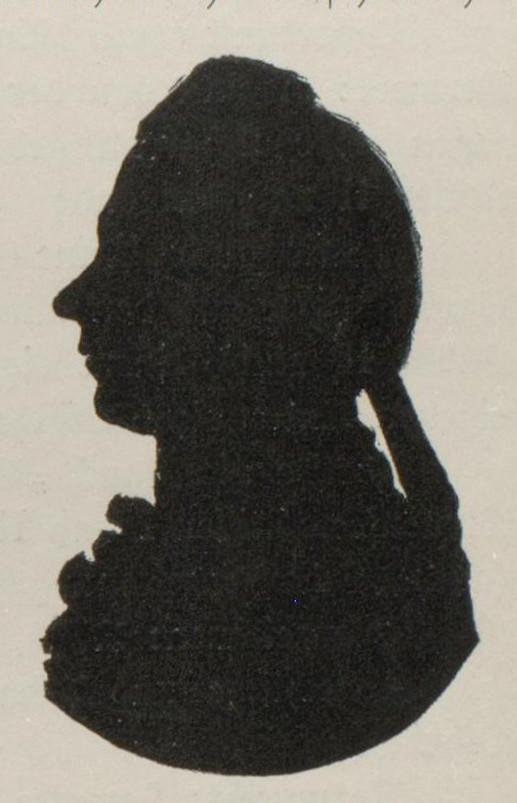
Scherenschnitt von Jakob Friedrich Rösch

Jakob Friedrich Rösch (* 26. Oktober 1743 in Dürrenzimmern; † 8. Januar 1841 in Stuttgart) war württembergischer Mathematiker, Militärwissenschaftler, Historiker und Architekt. Bekannt wurde er insbesondere durch seine Lehrtätigkeit an der Militärischen Pflanzschule, der späteren Hohen Karlsschule, und seine zu jener Zeit vorgelegten militärtheoretischen Schriften sowie durch den 1794 vollbrachten Bau der Röschenschanze auf dem Kniebis. Außerdem war er militärischer Hauslehrer am württembergischen Hof. 

## Leben
Rösch wurde 1743 als Sohn des Adlerwirts Johann Martin Rösch und der Juliana Rosina geborene Veil geboren. Er besuchte die Dorfschule in Dürrenzimmern und danach die Lateinschule in Brackenheim. Die Eltern planten für den Sohn eine Laufbahn als Schreiber oder Schulmeister und verschafften ihm daher auch noch eine weitergehende Ausbildung in Französisch und Musik durch einen Privatlehrer. Der junge Jakob Friedrich entwickelte jedoch eher ein Interesse für die Mathematik und den Festungsbau und besuchte auch entsprechenden Unterricht bei Premierleutnant Vetter. 1762 trat er als Kadett in die herzoglich württembergische Artillerie ein und begann ein Mathematikstudium sowie ein Studium der Architektur an der Académie des Arts. Als mathematisch begabter Soldat kam er 1767 als Conducteur in das Corps des Guides, das sich unter Leitung des Obristen Nicolai der Landesvermessung widmete.
1771 kam er als Lehrer an die noch junge Militärische Pflanzschule, die spätere Hohe Karlsschule. Er unterrichtete dort Mathematik und Militärbaukunst sowie verschiedene militärische Fächer. Rösch war maßgeblich an der Ausgestaltung der akademischen Lerninhalte der Karlsschule ab 1777 beteiligt. 1778 veröffentlichte er mit Mathematische Säze aus der Tactik ein Grundlagenwerk des militärischen Unterrichts und wurde zum Hauptmann befördert. Im selben Jahr führte ihn eine 14-tägige Studienreise zu historischen Schlachtschauplätzen in Württemberg und in der Pfalz. Aus seinen Forschungen über Schlachten aus allen Epochen heraus veröffentlichte er mehrere Werke zum Kriegswesen, darunter ein Werk über Römische Kriegsalterthümer sowie 1790 die Plans von Zwey und Vierzig Haupt-Schlachten, Treffen und Belagerungen des Siebenjährigen Krieges. 1790 war er bereits der dienstälteste Lehrer der Karlsschule und wurde zum Ingenieur-Major ernannt, was ihm eine zuvor bereits mehrfach eingeforderte Gehaltsverbesserung brachte. Neben seiner Beschäftigung mit Festungsbau und Kriegswesen unterstützte Rösch seine Schüler an der Karlsschule auch mit praktischen Versuchen. Am 11. Februar 1784 unternahm er an der Hohen Karlsschule einen Flugversuch mit einer Montgolfière.
Nach der Auflösung der Militärakademie unter Herzog Ludwig Eugen wurde Rösch 1794 mit dem Bau einer sechseckigen Schanze auf dem Kniebis zur Sperrung des oberen Renchtals betraut. Die für 2000 Mann und 12 Geschütze ausgelegte Roßbühlschanze wurde später nach ihrem Erbauer auch Röschenschanze genannt. Danach sollte Rösch auf Befehl des Herzogs ein dem Stuttgarter Gymnasium beigestelltes neues militärisches Institut leiten, allerdings verhinderte der Tod des Herzogs im Mai 1795 zunächst die Eröffnung des Instituts. Auch Ludwig Eugens Nachfolger Friedrich Eugen trieb das Projekt voran, verstarb jedoch ebenfalls vor der Umsetzung des Projekts. Herzog Friedrich II. schließlich zog Rösch vom Schulprojekt ab und engagierte ihn als militärischen Hauslehrer für seinen Sohn Wilhelm, den Rösch zunächst nach Tübingen begleitete. Nach einem Franzoseneinfall im Jahr 1799, infolgedessen Rösch aus Tübingen floh, legte er mit seiner Schrift Entwurf zu einem Zweck- und Pflichtmäßigen Militärstand für Wirtemberg die Grundlagen der Landwehr und der Wehrpflicht im späteren Königreich Württemberg. Im Jahr 1800 war er kurzzeitig Major auf dem Hohentwiel, später dann militärischer Hauslehrer von Paul von Württemberg. 1801 rückte er zum Oberstleutnant auf, 1803 zum Oberst. Seine Militärlaufbahn endete im Jahr 1805 mit seiner Pensionierung. Allerdings wurde ihm im selben Jahr noch eine Lehrstelle am neugegründeten Kadetteninstitut übertragen, die er bis 1816 innehatte.
In seinen späten Jahren widmete er sich vornehmlich der Altertums- und Kunstgeschichte, worüber er weiterhin publiziert hat. 1802 erschien ein Werk über Vitruvs Baukunst, 1805 ein Taschenbuch der Vorzeit auf das Jahr 1805. Allerdings schien er zuletzt von der Idee besessen, einen Großteil der Geschichte in alttestamentlichen Kontext stellen zu müssen, so dass seine letzten Schriften um 1810, die Geografie und Geschichte der Vorzeit zum Inhalt hatten, in wissenschaftlichen Kreisen nicht mehr ernst genommen wurden.
Mit einer robusten Gesundheit gesegnet, wurde Rösch 97 Jahre alt und nahm noch im hohen Alter an gesellschaftlichen Anlässen teil.
Rösch war zeit seines Lebens ledig. Aus einer bereits 1771 bezeugten unehelichen Beziehung mit der Pfarrerstochter Rosina Rößlein entstammte ein 1781 geborener Sohn, Joseph Friedrich Wilhelm Rösch.

## Werke (Auswahl)
- Frankfurt am Mayn, bey Jäger[1]: Plans von zwey und vierzig Haupt-Schlachten, Treffen und Belagerungen des 7jährigen Krieges, aus den seltensten und geprüftesten Quellen gezogen, mit den besten Werken der größten Taktiker über diesen Krieg sorgfältig verglichen und herausgegeben unter der Aufsicht von J. F. Rösch, Artillerie-Capitaine bey Sr. Durchl. dem regierenden Herzog von Würtenberg und Lehrer der Kriegswissenschaften auf der hohen Karls-Schule zu Stuttgart. Erste Lieferung. S. Kön. Hoh. dem Kronprinzen von Preußen unterthänigst zugeeignet, von J. Chr. Jäger, Buchhändl. in Frankfurt am Mayn. 1789.
- kartographische Werke siehe im Abschnitt Weblinks.